# Serie B 2005 (pallapugno)
La Serie B 2005 è stata la serie cadetta del campionato italiano di pallapugno maschile.

## Squadre partecipanti
Nella stagione 2005 al campionato sono state iscritte 10 squadre.
| Club          | Capitano    | Città                     |
| ------------- | ----------- | ------------------------- |
| Benese        |             | Bene Vagienna (CN)        |
| Bistagno      |             | Bistagno (AL)             |
| Bubbio        |             | Bubbio (AT)               |
| Ceva          |             | Ceva (CN)                 |
| Don Dagnino   |             | Andora (SV)               |
| Nigella       |             | San Benedetto Belbo (CN)  |
| San Biagio    |             | San Biagio (Mondovì) (CN) |
| Maglianese    |             | Magliano Alfieri (CN)     |
| Taggese       | Ivan Orizio | Taggia (IM)               |
| Virtus Langhe |             | Dogliani (CN)             |

## Prima Fase
|    | Club          | P  |
| -- | ------------- | -- |
| 1  | Taggese       | 16 |
| 2  | San Biagio    | 13 |
| 3  | Virtus Langhe | 12 |
| 4  | Benese        | 12 |
| 5  | Nigella       | 7  |
| 6  | Bistagno      | 7  |
| 7  | Ceva          | 7  |
| 8  | Bubbio        | 6  |
| 9  | Maglianese    | 5  |
| 10 | Don Dagnino   | 4  |

## Seconda Fase
|   | Club          | P  |
| - | ------------- | -- |
| 1 | Taggese       | 28 |
| 2 | San Biagio    | 27 |
| 3 | Virtus Langhe | 26 |
| 4 | Benese        | 18 |
| 5 | Bistagno      | 15 |
| 6 | Nigella       | 13 |

|    | Club        | P  |
| -- | ----------- | -- |
| 7  | Ceva        | 14 |
| 8  | Bubbio      | 12 |
| 9  | Don Dagnino | 10 |
| 10 | Maglianese  | 9  |

## Fase Finale

### Spareggi play-off
| Benese   | Ceva    | 11-8 |
| Bistagno | Nigella | 3-11 |

| Benese | Nigella |  |

### Finali Scudetto
| Squadra 1  | Squadra 2     | Andata | Ritorno |
| ---------- | ------------- | ------ | ------- |
| Taggese    |               |        |         |
| San Biagio | Virtus Langhe |        |         |

| Squadra 1 | Squadra 2     | Andata | Ritorno | Spareggio |
| --------- | ------------- | ------ | ------- | --------- |
| Taggese   | Virtus Langhe | 11-7   | 3-11    | 11-4      |

## Squadra Campione
Taggese
- Battitore: Ivan Orizio
- Spalla:
- Terzini: